# Guadalupe Chico
Guadalupe Chico är en ort i kommunen San José del Rincón i delstaten Mexiko i Mexiko. Samhället hade 893 invånare vid folkräkningen 2020.